# شینیچیرو کاواماتا
شینیچیرو کاواماتا (به انگلیسی: Shinichiro Kawamata) بازیکن فوتبال اهل ژاپن و عضو باشگاه فوتبال کاشیما آنتلرز است.